# Verwaltungsgemeinschaft Wipper-Eine

Lage der Verwaltungsgemeinschaft im Landkreis Mansfeld-Südharz zum Zeitpunkt ihrer Auflösung

In der Verwaltungsgemeinschaft Wipper-Eine des Landkreises Mansfeld-Südharz waren ursprünglich 18 Gemeinden zur Erledigung ihrer Verwaltungsgeschäfte zusammengeschlossen. Die Verwaltungsgemeinschaft wurde am 1. Januar 2005 aus den Gemeinden der aufgelösten Verwaltungsgemeinschaften Wippra, Sandersleben und Einetal-Vorharz gebildet. Ihr Sitz war in Quenstedt.
Bis zu ihrer Eingemeindung in die Stadt Sangerhausen am 1. Januar 2008 gehörte Wippra mit den zugehörigen Orten Bodenschwende, Hayda, Popperode und Schiefergraben ebenfalls der Verwaltungsgemeinschaft Wipper-Eine an.
Am 6. März 2009 wurden die vormals selbständigen Gemeinden Abberode, Braunschwende, Friesdorf, Hermerode, Molmerswende und Ritzgerode in die Stadt Mansfeld eingegliedert.
Zum 1. Januar 2010 schlossen sich die verbliebenen Gemeinden außer Arnstedt und Wiederstedt zur Einheitsgemeinde Stadt Arnstein zusammen. Damit war die Verwaltungsgemeinschaft aufgelöst. Zuletzt lebten auf einer Fläche von 121,71 km² 7908 Einwohner (Stand: 31. Dezember 2006). Letzter Leiter der Verwaltungsgemeinschaft war Thomas Müller.

## Die Gemeinden mit ihren Ortsteilen
Mitgliedsgemeinden zum Zeitpunkt ihrer Auflösung waren
- Alterode
- Arnstedt
- Bräunrode mit Friedrichrode und Willerode
- Greifenhagen
- Harkerode
- Quenstedt  mit Pfersdorf
- Stadt Sandersleben (Anhalt) mit Roda
- Stangerode
- Sylda
- Ulzigerode
- Welbsleben
- Wiederstedt